# 한국디자인지식학회
한국디자인지식학회가 추진해 나아가야 할 과제이자, 창립목표인 디자인 학문의 세계화를 통한 국제 디자인학자 간 공통분모의 모색과 교류는 국제화 및 세계화의 과제에 부응하는 차원에서, 국내는 물론, 국외를 중심으로 디자인 지식의 복합학으로서의 논문지발간, 단체와의 학술교류, 정기적인 국내·국제학술대회, 정기간행 학술지 및 기타 도서발간, 정부기관, 학계 및 산업계 간의 협력사업 등 적극적인 활동을 하여, 디자인학문의 보다 폭넓은 발전에 이바지함을 목적으로 한다.

## 주요연혁
- 2004년. 03월: 아시아퍼시픽디자인학회 설립 발기인 구성
- 2004년. 03월: 창립 회장 장호현 취임
- 2005년. 02월: 제2대 회장 나건 취임
- 2008년. 03월: 한국연구재단 예술체육학, 복합학분야 등재루보학술지 선정
- 2008년. 03월: 한국디자인지식포럼, [디자인知識論叢]으로 학회명칭, 학술지명칭 변경
- 2008년. 03월: 학술지 연간 총4회 증편 발간
- 2009년. 05월: 한국연구재단 등재후보학술지 계속평가 [디자인知識論叢]
- 2009년. 09월: 한국연구재단 2009 국내학술지발행지원사업 기관 선정
- 2010년. 08월: 제3대 회장 김성훈 취임
- 2010년. 08월: 학술지 명칭 변경 Design Knowledge Journal [디자인지식저널]
- 2010년. 11월: 학회명칭 변경 한국디자인지식학회 (Korea Design Knowledge Society)
- 2012년. 01월: Design Knowledge Journal [디자인지식저널] 한국연구재단 등재학술지 선정